# Salix longissimipedicellaris
Salix longissimipedicellaris là một loài thực vật có hoa trong họ Liễu. Loài này được N. Chao ex P. I Mao miêu tả khoa học đầu tiên năm 1986.